# インド人の名前
インド人の名前は、さまざまな名付けの方法と伝統に基づいており、地方ごとに異なっていて多様である。また、宗教や社会的位置（いわゆるカースト）によっても異なる。インドという領域が、多くの言語や世界中の主立った宗教を内包しているため、名付けに関して時に微妙で紛らわしい違いを生むことになっている。

## 名の種類
多くのインド人は、「個人名・副名」あるいは「個人名・中間名・副名」という形の名前を持っている。副名は、家族名、神名、父名など、付け方が多様である。副名は相手を敬意を込めて呼ぶ時に用いられることもあるため、会話の時には、たとえばヒンディー語の場合、日本語の「様」にあたる「ジー (जी ; -ji) 」 (主にヒンドゥー教徒の間で用いられる) や、「サーハブ (साहब् ; -saheb) 」「サーヒブ (साहिब् ; -sahib) 」 (主にイスラム教徒の間で用いられる) といった敬称が付けられる。
現在では、個人名しか持たなかったり、一人で四つの名を持ったりするような例は稀である。

### 個人名
個人名は、一般的にインド人が相手を呼ぶ時に用いる名である。また、法的な文書や公式の記録にもこの名が用いられる。近い親族や親しい友人同士は、個人名で呼び合う。

### 家族名
家族名とは家族の名であるが、その由来は多種多様である。主なものには以下のような種類がある。
- 故地名
- 職業名
- カースト名

故地名とは祖先の出身地である村の名である。多くのインド人は、故地名が家族名である。
マハーラーシュトラ州では故地名に kar を付けて家族名としている例がある。アーンドラ・プラデーシュ州では故地名がそのまま家族名である例がある。
職業名とは、その名を持つ人の家族が従事している職業の名称が名となるものである。パールシーは、職業名に wala を付けて家族名としているが、その時点で持っている職業に応じて家族名を改名することが行われている。wala は「～する人」「～屋さん」の意味である。職業は世襲であることが多いため、このような家族名も何世代かに亘って安定して保持されることになる。
- Screwala であれば「ねじ屋」、Cyclewala であれば「自転車屋」という家族名である。
- しかし、Talukdar、Tehsildar、Tarafdar、Pillai などは、社会的地位を表す家族名である。

カースト名は、祖先の職業を示す。インド人は一般的に、同じカーストの中、多くの場合同じサブカーストの中の者同士が結婚する。
しかし同じカースト名を持っていても、必ずしも親族関係があることを示すものではない。このことから、カースト名は家族名と区別すべきであるとする意見もある。
- Mohandas Gandhi (ガンジー) という名であれば、雑貨商人 (Gandhi) のカーストに属することを示している。しかし彼自身は、政治的指導者になる前は弁護士であった。彼の妻の結婚前のカースト名も、彼の母と祖母の結婚前のカースト名も、いずれも Gandhi であった。
- 南インドの Iyer Iyengar Gounder Nair Naidu Reddy Gowda Tuluvaなどはカースト名である。

この他にも家族名には多様な由来がある。
祖先の学問的功績に由来する家族名。
- マハーラーシュトラ州では、ヒンドゥー教徒にこの例がある。

創作された名による家族名。
- インドの初代首相であったジャワーハルラール・ネールの家族名である「ネール」は、彼の父親がカシミールからアラーハーバードに移った時に名乗った家族名である。したがって、ジャワーハルラール・ネールの妻は彼と同じカーストであるにもかかわらず、もともとの家族名はネールではない。
- 元大臣であるラジェーシュ・パイロットの家族名「パイロット」は、彼が空軍での兵役を終えた時に自分で付けた名である。

シリア系キリスト教徒の家族名。多くの場合ヘブライ語あるいはギリシア語起源の名がマラヤーラム語に取り入れられたもの。数世代前の父祖の個人名であるため、世代間で変化することなく、また家族固有の名となる。
- Verghese など。

イギリス系インド人の家族名、ポルトガル系ゴア人の家族名 (Fernandes など) も特徴的である。

### 神名
インド全土で、特にバラモンのカーストでは、一つのカーストが、その家族が崇拝している神によっていくつかの系統に分けられることが一般的なものとなっている。したがって、その崇拝する神名が名前の一部として機能する場合がある。しかし、法的な名前とされることは稀である。
- 特にアーンドラ・プラデーシュ州では広く用いられる。Reddy の中の Tamma などが神名にあたる。
- 独立運動家であった Balgangadhar Tilak の名前もこの種のものである。

ただし、神の名前が個人名である場合は、単に神の名にあやかって付けられた個人名であることが多い。

### 氏族名
氏族名が用いられる社会は、国内各地に点在するものの、少ない。
- Chota Nagpur 族には、それぞれの人と親族関係を持つとされる動物の神格がおり、その名が氏族名として用いられている。
- 南インドの Kodava 族の社会でも、氏族名が用いられる。

### ゴートラ名
ゴートラ名とは普通、その人の家族から辿ることができる父系の一族のうち最古の祖先の名であるが、祖先から伝わる職業や村の名である場合もある。このゴートラ名から祖先の系譜が知られ、特に結婚の時に重要となる場合がある。すなわちインドの一部の地域では、「ゴートラ」が同じ男女の場合、親族であると看做されるため、結婚することができないという慣習がある。

### 誕生名
インド人の中には、公式に用いる名と異なる誕生名、すなわち生まれた時に付けられる名を持つ人々もいる。誕生名は、占星術に基づいた、めでたい文字から始まる名である。

## 地域別の特徴

### ベンガル人の名前
ベンガル人(西ベンガル州)では、特にヒンドゥー教徒の間で、公式文書に記載されない Daak naam あるいは綽名を、個人名と副名の他に持っていることが一般的である。

### マラータ人の名前
マハーラーシュトラ州では、名付けの方法が西洋の first-middle-last の方法によく似ている。
- Sunil Manohar Gavaskar という名前であれば、Sunil が個人名であり、Manogar は父の名、Gavaskar は家族名などの副名である。

男児は祖父の名を個人名として名付けられることがある。
中間名は略されて頭文字で表記されることが多い。伝統的に、女性は夫の名を中間名として用い、父の家族名も夫の家族名に変える。
家族名は、故地名に kar を付けて家族名としていることが多い。
- Gavaskar という家族名を持っていれば、その人の祖先の出身地は Gavas である。同様に、Tendulkar であれば Tendol の出身、Pawaskar であれば Pawas の出身ということになる。

ヒンドゥー教徒であれば祖先の学問的功績から来る家族名を持つ場合がある。
- Sastri という家族名を持っていれば、その人の祖先は諸シャーストラに造詣の深かった学者であったことを示す。
- Dwivedi であれば二つのヴェーダに、Trivedi であれば三つのヴェーダに、Chaturvedi であれば四ヴェーダに通じていた祖先を持つということである。
- 他に Pathak、Acharya、Upadhyaya、Pandit といった名もある。

### グジャラート人の名前
グジャラート州ではマハーラーシュトラ州と同様に、「個人名・父名・家族名」という名前を持つ人々がほとんどであり、中間名である父名は略されて頭文字で表記されることが多い。また結婚後、女性は夫の名を中間名として用い、父の家族名も夫の家族名に変える。

### タミル人の名前
タミル人は伝統的に、個人名以外は持たなかったので、頭文字による父名の使用、中間名、家族名などの名は外来のものである。
このため、中には非常に長い個人名も付けられることがある。この場合、その個人名が分かち書きされる場合があるが、家族名やその他の名ではない。
- したがって本来は、タミル人の名前は単に Murugeshan や Lakshmanan といったものである。
- Murugeshalakshmanan のような長い名前が、Murugesha Lakshmanan のように分かち書きされる場合があるが、家族名やその他の名ではない。

イギリス支配下で、学校制度や土地の登記、生年月日の届け出などと合わせて、行政上の必要から、個人名のみの使用では不都合が生じることとなった。同名による混乱を避ける必要が生じたのである。そこで、近代的な法体系が整備されて、イギリスと同様の名前の持ち方が一般に要請されることとなり、副名の使用が促された。そこでタミル人は、数世代前までの父系の祖先の個人名を並べて、頭文字にして個人名の前に置くという方法を採った。この慣習はヴィラーサム (விலாசம் ; vilasam) と呼ばれた。
- たとえば、Mu. Ko. Ka. Mu. Tha. Er. Ganesh と Mu. Ko. Ka. Mu. Tha. Ka. Ganesh は、従兄弟同士の関係にある。

最近では、完全なヴィラーサムによる名前は、人生の重要な意味を持つ場面でしか用いられず、普通は一世代前すなわち父親の個人名の頭文字のみが用いられる。このため、基本的に父親の個人名が副名とみなされ、家族名とみなされる場合もある。タミル人の女性の場合、結婚後は夫の個人名を副名として用いることが一般的である。
- たとえば、Ajith Abraham という名は Abraham の息子である Ajith という意味であり、頭文字を用いて表記する場合には A. Ajith となる。Ajith に Ashwin という息子がいれば、その息子は Ashwin Ajith という名であり、頭文字を用いて表記する場合には A. Ashwin である。
- Sunitha Gopalan という結婚前の女性は、Gopalan の娘である Sunitha という意味であるが、Rajiv という個人名の男性と結婚した場合、彼女の名前は Sunitha Rajiv と変わる。

もともとはカースト名がタミル人の家族名とみなされていたが、南インド、特にタミル・ナードゥ州とケーララ州では、カーストを社会に公開しない傾向があったのである。したがって、特に若い世代の間ではカースト名を名乗ることは一般的でない。一部のタミル人は、たとえば Madurai Mani Iyer のように、故地名 (この例では Madurai) とカースト名 (この例では Iyer) との両方を名前の一部として用いることがあり、この場合はテルグ人の名前と同様、「家族名・個人名・カースト名」という形式になっている。

### テルグ人の名前
アーンドラ・プラデーシュ州のテルグ人はほとんどの場合、伝統的に、「家族名・個人名・カースト名」という形の名前を持っている。カースト名は省略されることが多い。家族名は、故地名であることがほとんどであるが、家族の職業名を家族名として用いる場合もある。家族名が同じであれば、親族であるとみなされる。
- Nara Chandrababu Naidu という名であれば、Nara が家族名、Chandrababu が個人名、Naidu がカースト名である。ただしこのカースト名は、過去のある時点で王から与えられた、一族の称号である。アーンドラ・プラデーシュ州北部出身の Naidu は Kamma カーストの者であると考えられ、同州南部出身の Naidu は Kapu カーストの者であると考えられる。
- この人物への呼び掛けは Naidu garu (ナイドゥさん：Mr. Naidu) あるいは Chandrababu Naidu garu (チャンドラバブ・ナイドゥさん：Mr. Chandrababu Naidu) である (Nara garu (ナラさん：Mr. Nara) ではない)。
- Rao という称号は、どのカーストの者でもありうる可能性がある。元インド首相である P. V. Narasimha Rao はバラモンのカーストの者であり、元アーンドラ・プラデーシュ州首相の Jalagam Vengal Rao は Velama カーストの者である。
- Reddy は、ヒンドゥー教徒の地主を示すカースト名である。Patel, Iyer, Mudaliar などもカースト名である。
- バラモンの家系では、Niogi は王から大臣に任命されていた者の子孫のカースト名、Vaideeki は宗教的教育者の子孫のカースト名である。
- Velanati や Telaganya は、祖先の出身地による家族名である。

近年ではカースト名の代わりに称号を用いることが、伝統と言うより流行になっている。また、これら以外の命名法も数多く存在し、テルグ人の命名法を一概に論ずることはできなくなっている。
- Raghunadh Polavarapu という名前は、Raghunadh が個人名であり Polavarapu は家族名である。

### カンナダ人の名前
カルナータカ州のカンナダ人の名前には、故地名、家族名/カースト名/称号、父名、個人名が含まれている。典型的には、
1.故地名は名前の最初に置かれる。
- Mangalooru Manjunatha という名前であれば Mangalooru が故地名であり Manjunatha が個人名である。

2.父名は名前の二番目に置かれる。故地名を持たない場合でも他の名が最初に置かれ、父名は常に二番目に置かれる。
- Kuppalli Venkatappa Puttappa という名前であれば Kuppalli は故地名、Venkatappa が父名、Puttappa は個人名である。

3.家族名/カースト名/称号は、名前の最後に置かれる。
- Panemangalooru Ramesh Shenoy という名前であれば Panemangalooru は故地名、Ramesh は個人名、Shenoy が家族名である。
- Satish Ramanath Hegde という名前であれば Satish は個人名、Ramanath は父名、Hegde が称号である。

稀に先祖の家の名を用いる人々がいるが、その場合は故地名と同様に置かれる。また、個人名のみを持つ人々もいるが、法的にはそれ以外の名、ほとんどの場合故地名を併記することが強制される。

### ケーララ人の名前
ケーララ州ではタミル・ナードゥ州と同様、カーストを社会に公開しない傾向があり、父親の個人名を副名として用いる父名慣習が広く行われている。つまり、ある世代の人物の個人名が、次の世代の人物の副名になる、ということである。この場合、タミル人の名前の場合と同様、この副名を頭文字で表記する場合にはその人物の個人名の前に置かれる。一見すると個人名が副名のように解されてしまうが、誤りである。
ケーララ州のキリスト教徒の間では、洗礼名を中間名として持つことが一般的である。この場合その洗礼名は、祖父母あるいは教父母の個人名である。*Roshni Mary George や Anoop Antony Philip など。
特にシリア系キリスト教徒は、先祖の出身地を個人名の後に置く。
- たとえば Pramod Perumparambil や Paul Chemmanoor や Paul Tharavaad のようになる。

1980年代までは、「家族名・個人名・カースト名」という形式の名前を持つ人もいた。
- Kannoth Karunakaran Maarar という名は Maarar カーストの Kannoth 家の Karunakaran という意味である。

### インド系マレーシア人の名前
インド系マレーシア人のほとんどは祖先が南インド出身であり、名前は「個人名・父名」という形式になっている。身分証明書には、男性は「個人名 A/L 父名」、女性は「個人名 A/P 父名」という形で記載されており、A/L はマレー語の anak lelaki (～の息子)、A/P はマレー語の anak perempuan (～の娘) の略号である。イギリス統治時代に、インド系の男性は「個人名 S/O 父名」、女性は「個人名 D/O 父名」という形で表記されていたが、これを引き継いだものである。S/O は son of の、D/O は daughter of の略号である。A/L はアラブ人の名前に含まれる "al" に似ているため、名前の一部であると勘違いされることが多いが、あくまでも身分証明書の記載上の記号であって、名前の一部ではない。
- Vellupillai の息子の Murugan であれば身分証明書には MURUGAN A/L VELLUPILLAI と記載される。

女性では、結婚後に夫の個人名を父名に代えて用いる場合がある。頭文字による略記を用いる場合には、父名が略されて、個人名の前に置かれる。よって個人名が副名であるかのように解されることがあるが、誤りである。
- MURUGAN A/L VELLUPILLAI という名前の、Vellupillai の息子の Murugan であれば、V. Murugan というように略される。
- R. K. Narayan と R. K. Laxman は兄弟である。

近年では、インド系マレーシア人が欧米に移住して、A/L や A/P を除いた形で名前を登録することが多くなっている。
- MURUGAN A/L VELLUPILLAI という名前の、Vellupillai の息子の Murugan であれば、MURUGAN VELLUPILLAI と公的に名前を登録し、略記する場合は M. VELLUPILLAI としている。

## 宗教別の特徴
信仰する宗教によって決まる副名もある。

### シーク教徒
ムガル帝国時代に成立したシーク教を信仰するシク教徒は、教徒社会全体で Singh  (獅子) という名を付けることになっており、普通は中間名として、氏族名の前に置いて用いられるが、氏族名を用いないシーク教徒もいて、その場合 Singh は唯一の副名となる。あるいは、個人名や家族名の最後に -singh を付加することもある。この名は、いかなるカーストによっても出身地によっても差別されないという、シーク教徒の信仰に起源を辿ることのできるものである。ちなみにシーク教徒は女性にも男性と同じような名前をつけるため、パンジャーブ人女性で男性のような名前を持つ物がいればその者はシーク教徒であることがうかがい知れる。
- インドの元大統領 Zail Singh は、シーク教徒の学者であった。
- クリケット選手の Navjot Singh Sidhu も、シーク教徒である。

ただし、この Singh は、北インドではヒンドゥー教徒によっても副名として好んで用いられる。
シーク教徒の女性は、Kaur（姫・雌獅子）という名を副名として用いている。
芸能人の中にはSinghやKaurを省いて名と氏族名のみを名乗る者が多い。例えば、歌手のSurjit Bindrakhiaの本名はSurjit Singh Bindrakhia、女優のParminder Nagra（パーミンダ・ナーグラ）の本名はParminder Kaur Nagraである。

### ジャイナ教徒
ブッダと同世代のマハーヴィーラを崇拝するジャイナ教徒たちは、副名に Jain を用いることがよくある。
ただし、特に上級クシャトリヤの Thakur や Rajput のカーストに属する人々を中心に、ヒンドゥー教徒によっても副名として Jain が用いられている。

### ヒンドゥー教徒
典型的なヒンドゥー教徒の名前は、個人名、父名などの中間名、そして家族名などの副名から成っている。しかし、地域別の特徴に書かれてあるとおり、地域によって様々な形式がある。

### キリスト教徒
インドのキリスト教徒の名前は、過去2世紀の経過を経て、インドの命名法と西欧の命名法とが独特な形で融合したものとなった。たとえば Xavier Antony Alex Miranda という名前があり得るが、この場合 Xavier は父名、Antony が個人名、Alex が第二名、Miranda が家族名である。しかしやはり地域によって様々な形式がある。

### イスラム教徒
イスラム教徒の名前は、世界の他の地域と同じように付けられる。

## 人の呼び方
インド人が相手を呼ぶ時には、一般的に個人名で呼ぶ。また、法的な文書や公式の記録にも個人名が用いられる。近い親族や親しい友人同士は、個人名で呼び合う。同名の人が社会的に近く存在する場合には、個人名の前に「上の / 下の」という形容詞を付けたり、他の綽名で呼んだりする。
丁寧な呼びかけをする場合は、श्री / श्रीमती (シュリー / シュリーマティー。英語の Mr. / Ms. にあたる。タミル語では திரு / திருமதி ティル / ティルマティ であるなど、言語によって異なる。) を個人名の前に付けて呼ぶ。さらに敬意を表する場合には、श्री / श्रीमती を付けた個人名の後にさらに「様」 (जी ジー, साहब् サーハブ など) を付ける。
地域によっては、改まった場面では個人名で呼ばずに、称号などの副名を श्री / श्रीमती に付けて呼ぶことがある。
一部の地域、特に非都市部においては、結婚した女性を呼ぶ際には個人名を用いずに、「 (夫の名) の奥さん」「 (子供の名) のお母さん」と呼ぶ慣習がある。

## 頭文字による名の略し方
家族名は省略して表記される場合、個人名の前にも後にも付けうる。
- Noushad Shafi Ulooji 「Ulooji 家の Shafi の息子である Noushad」という名前であれば、Noushad S. U. とも、S. U. Noushad とも表記することができる。

南インドでは、頭文字 (initial) の用い方に固有の特徴があるので、名前のどの部分が個人名であるのかについて誤解を生むことがしばしばである。タミル人は普通、個人名しか持たないので、社会的な混乱を防ぐために父親の名が頭文字で名前の一部として用いられる。
- Gopal の息子の Raman であれば G. Raman、Dinesh の息子の Raman であれば D. Raman である。

しかし、もともとの名前は、個人名の後に父名が来るという形式のものである。したがって、頭文字で示された父名などを略さずにすべて表記する場合、それは個人名の後に付けられなければならない。
- P. Chidambaram は Chidambaram Palaniyappan であって、Palaniyappan Chidambaram ではない。個人名はあくまでも Chidambaram である。
- チェスの名手 V. Anand は、頭文字を用いずに表記する場合 Anand Vishwanathan である。
- 解放運動の旗手であった C. Rajagopalachari は、もともとは Rajagopalachari Charkaravarty という名前である。

学校での学籍登録では、必ず父名の頭文字が個人名とともに登録される。また、政府の諸記録の上では父名の頭文字の使用が義務付けられている。そのため、父名の頭文字を用いない人々は証明書の発行や銀行での取引などの際に不法とみなされて不利益を受けたり、場合によっては差別の対象となることがある。
タミル・ナードゥ州の一部では、この制度に適応するために、伝統的な家族名による命名法が捨てられた例も見られる。父親の名あるいは夫の名が副名として用いられるため、家族名を伝統的に用いていた社会ではこれら父名と夫名が家族名とみなされるようになっている。
旅券などの文書には、頭文字ではなく名前全体が記入されることが一般的である。資産証明書などの場合には、同じ形式で父名、祖父名、夫名や故地名が記載されるが、頭文字による表記を用いることも許される。しかし、一般的には公的な記録においては、頭文字の使用が義務付けられ、父名を個人名の後に付けた形式の名は認められない。
- P. Chidambaram も Chidambaram Palaniyappan もともに一人の人物の名であるが、法的には P. Chidambaram しか用いられない。

一般的に、名を短く略記する場合には、頭文字の部分を省略して、父名を個人名の後に付ける。
- たとえば、M. Gopal Krishnan の息子の G. Raja Ravi Varma の名を略記する場合、Raja Gopal とする。

女性の場合、結婚前は父名の頭文字を用い、結婚後は夫名の頭文字を用いる。しかし近年では、女性の社会進出に伴い、特に雇用されている女性の間では、結婚後も変わらず父名の頭文字を用い続ける例が多くなってきている。女性の卒業証明書や履歴書は、多くの場合結婚前の記録であって頭文字は父名のものとなっているため、この傾向は結婚による改名後の名前を確認する煩雑さを避けるための手立てと考えられる。父名のままの頭文字を用いつつ、結婚後は夫名をさらに個人名の後に付けるということも、一部では行われているようである。

## 近年の名付け方の特徴
近年流行している名付けの方法の一つに、世界的な偉人に因んだ名を子供に付けることが挙げられる。ただし、この場合にはその偉人の家族名などの副名が、子供の個人名として付けられてしまう。
- アインシュタイン、チャーチル、ケネディ、ベートーヴェン、シェイクスピアなど。

奇抜さを狙った個人名も増えてきている。
- プロトン、アルファ、オメガなど。